# Лёгкая атлетика на летних Олимпийских играх 2020 — бег на 100 метров (женщины)
Соревнование в беге на 100 метров среди женщин на летних Олимпийских играх 2020 года проходили 30 и 31 июля 2021 года на Японском национальном стадионе. В соревнованиях приняли участие 72 спортсменки из 55 стран (в турнире использовалось 27 мест универсальности)
Олимпийская чемпионка Элейн Томпсон-Хера выиграла соревнования, установив новый олимпийский рекорд. Завоевав третью золотую олимпийскую медаль. Бронзовый призёр 2016 года и Олимпийская чемпионка 2008 и 2012 годов в этом виде Шелли-Энн Фрейзер-Прайс заняла второе место. Шерика Джексон выиграла бронзовую медаль, завершив подиум для Ямайки.

## Медалисты
| Золото                       | Серебро                    | Бронза                |
| Элейн Томпсон-Хера OR Ямайка | Ш.-Э. Фрейзер-Прайс Ямайка | Шерика Джексон Ямайка |

## Ход турнира
В мае 2021 года двукратная олимпийская чемпионка Шелли-Энн Фрейзер-Прайс категорично заявила, что она не завершает карьеру. Приняла участие в олимпийских отборочных испытаниях Ямайки на Олимпийские игры спустя тринадцать лет после своей первой золотой медали. Она показала не только свой личный рекорд, но и установила второй результат за всю историю — 10,63. В то же время действующая олимпийская чемпионка Элейн Томпсон-Хера не показала хорошей формы, заняв третье место, и последняя квалифицировалась на турнир.
В полуфинальных забегах конкуренцию ямайским бегуньям смогла составить только Мари-Жозе Та Лу из Кот-д'Ивуара и опередившая Шерику Джексон на фотофинише. Та-Лу и занявшая второе место на Ямайских испытаниях Шерика Джексон пробежали за 10,79. До этого в первом раунде Мари-Жозе Та Лу установила рекорд Африки — 10,78. В последнем полуфинале лучшее время показала Фрейзер-Прайс 10,73 опередив бежавшую первый полуфинал Томпсон-Хера на 0,03 секунды.
В финале известная всем своим быстрым стартом Фрейзер-Прайс подтвердила свое умение хорошего стартера, но Томпсон-Хера также быстро вбежала в забег. На 30 метрах Томпсон-Хера обошла Фрейзер-Прайс и вышла в лидеры, начиная отрываться. Джексон и Та Лу оставалось бороться за бронзу. Джексон отделился от Та Лу и попыталась догнать Фрейзер-Прайс. За три метра от финиша Томпсон-Хера подняла левую руку, отмечая чистую победу. У Фрейзер-Прайс было слишком большое преимущество, чтобы Джексон смог её догнать. Джексон завершила подиум Ямайки, опередив на 0,15 следующего конкурента Та Лу. Результат 10,61 Томпсон-Хера была не просто чистой победой, это было улучшение её личного рекорда на 0,09 и она побила Олимпийский рекорд 1988 года Флоренс Гриффит Джойнер. Финал стал второй самой быстрой гонкой за всю историю (первый результат Гриффит Джойнер), и вытеснив результат Фрейзер-Прайс со второй позиции в списке за всю историю забегов на 100 метров среди женщин.
Томпсон-Хера присоединилась к списку Олимпийских чемпионок Вайомия Тайес, Гейл Деверс и Шелли-Энн Фрейзер-Прайс как женщины, которые смогли защитить свой титул на дистанции 100 метров.

## История
Соревнование в беге на 100 метров среди женщин на Олимпийских играх 2020 года будет проводиться в 22-й раз. Впервые было проведено в 1928 году.

## Квалификация
Квалификационный стандарт на Олимпийские игры 2020 для бегунов на 100 метров установлен 11,15 секунды. Стандарт был установлен с целью включения в турнир спортсменов выполнившие на квалификационных соревнованиях установленный норматив, но которые не смогли пройти квалификацию по итогам мирового рейтинга ИААФ. Мировые рейтинги, основанные на расчете среднего из пяти лучших результатов спортсмена за квалификационный период с учётом сложности уровня соревнований. Данные условия для отбора спортсменов использоваться, пока не будет достигнуто ограничение в 56.
Квалификационный период первоначально был установлен с 1 мая 2019 года по 29 июня 2020 года. Из -за пандемии коронавирусной инфекции в период с 6 апреля 2020 года по 30 ноября 2020 года соревнования был приостановлены и дата окончания продлена до 29 июня 2021 года. Дата начала квалификации по итогам мирового рейтинга также была изменена с 1 мая 2019 г. на 30 июня 2020 г. Спортсменки выполнившие квалификационный стандарт в течение этого времени, были квалифицированы, а провести отбор по мировому рейтингу было не возможно из-за отсутствия легкоатлетических турниров. ИААФ изменил требование к расчету мирового рейтинга, включив соревнования как на открытом воздухе, так и в помещении, а также последний региональный чемпионат был засчитан, даже если он проведен не во время квалификационного периода. Не учитывались гонки с ветром сильнее 2,0 м/с.
Национальный олимпийский комитет (НОК) может заявить не более 3 квалифицированных спортсменок в забеге 100 метров. Если все спортсменки соответствуют начальному квалификационному стандарту или прошли квалификацию путем ранжирования мирового рейтинга в течение квалификационного периода. (Ограничение в 3 было введено на Олимпийском Конгрессе в 1930 г.)
30 бегунов прошли квалификацию по установленному нормативу; 15 — по позициям мирового рейтинга и 27 — НОК использовали свое универсальное место и ввели одного спортсменку, так как у них нет спортсменок, соответствующих стандарту входа на легкоатлетическое мероприятие — в беге на 100 метров среди женщин.

## Рекорды
Мировой и олимпийский рекорды до начала летних Олимпийских игр 2020 года:
| Мировой рекорд     | Флоренс Гриффит-Джойнер (USA) | 10,49 | Индианаполис | 16 июля 1988     |
| Олимпийский рекорд | Флоренс Гриффит-Джойнер (USA) | 10,62 | Сеул         | 24 сентября 1988 |

В ходе соревнований был установлен Олимпийский рекорд:
| Спортсмен                 | Рекорд | Дата         |
| ------------------------- | ------ | ------------ |
| Элейн Томпсон-Хера Ямайка | 10,61  | 31 июля 2021 |

## Формат и календарь турнира
В соревнованиях по-прежнему использовался формат отборочных соревнований из трех основных раундов, введенный в 2012 году. В предварительных забегах принимали участие спортсмены, не соответствующие квалификационному стандарту, которые были заявлены через универсальные места НОК.
Время Олимпийских объектов местное (Япония, UTC+9)
| Дата                  | Время       | Раунд                   |
| --------------------- | ----------- | ----------------------- |
| Пятница, 30 июля 2021 | 09:00 19:00 | Предварительный Раунд 1 |
| Суббота, 31 июля 2021 | 19:00 21:50 | Полуфинал Финал         |

## Результаты

### Предварительные забеги
Квалификационные правила: первые 3 в каждом забеге (Q) и дополнительно 1 с лучшими показанными результатами из всех забегов (q) проходят в 1-й раунд.

#### Предварительный забег 1
Ветер: 0,3 м/с
| Место | Дорожка | Спортсмен                | НОК                   | Реакция на старте | Время | Примечание |
| ----- | ------- | ------------------------ | --------------------- | ----------------- | ----- | ---------- |
| 1     | 6       | Наташа Нгойе Акамаби     | Республика Конго      | 0.124             | 11.47 | Q, SB      |
| 2     | 8       | Маргарет Ванесса Барри   | Сьерра-Леоне          | 0.142             | 11.53 | Q, SB      |
| 3     | 5       | Эмия Кларк               | Сент-Китс и Невис     | 0.155             | 11.67 | Q          |
| 4     | 9       | Дженебу Данте            | Мали                  | 0.169             | 12.12 | SB         |
| 5     | 1       | Хадель Абуд              | Ливия                 | 0.126             | 12.70 | PB         |
| 6     | 2       | Башаир Обейд аль-Манвари | Катар                 | 0.142             | 13.12 | PB         |
| 7     | 7       | Камия Юсуфи              | Афганистан            | 0.157             | 13.29 | NR         |
| 8     | 3       | Альба Мбо Нчама          | Экваториальная Гвинея | 0.148             | 13.36 | PB         |
| 9     | 4       | Амеду Эльне              | Коморы                | 0.161             | 14.30 | PB         |

#### Предварительный забег 2
Ветер: 0,5 м/с
| Место | Дорожка | Спортсмен             | НОК               | Реакция на старте | Время | Примечание |
| ----- | ------- | --------------------- | ----------------- | ----------------- | ----- | ---------- |
| 1     | 3       | Фасихи Фарзане        | Иран              | 0.142             | 11.76 | Q,         |
| 2     | 8       | Азрин Набила Алиас    | Малайзия          | 0.168             | 11.77 | Q, PB      |
| 3     | 4       | Мудхави аш-Шаммари    | Кувейт            | 0.167             | 11.82 | Q          |
| 4     | 5       | Реджина Тугаде-Уотсон | Гуам              | 0.135             | 12.17 | SB         |
| 5     | 7       | Шарлотта Африат       | Монако            | 0.131             | 12.35 |            |
| 6     | 9       | Силина Пха Афай       | Лаос              | 0.170             | 12.41 | SB         |
| 7     | 6       | Хсе Хси-ен            | Тайвань           | 0.171             | 12.49 | PB         |
| 8     | 2       | Сарсвати Чаудхари     | Непал             | 0.158             | 12.91 | SB         |
| 9     | 1       | Ясмин аль-Даббаг      | Саудовская Аравия | 0.153             | 13.34 |            |

#### Предварительный забег 3
Ветер: 0,8 м/с
| Место | Дорожка | Спортсмен         | НОК                   | Реакция на старте | Время | Примечание |
| ----- | ------- | ----------------- | --------------------- | ----------------- | ----- | ---------- |
| 1     | 9       | Джоэлла Ллойд     | Антигуа и Барбуда     | 0.179             | 11.55 | Q          |
| 2     | 5       | Асименье Симвака  | Малави                | 0.164             | 11.76 | Q, NR      |
| 3     | 7       | Элвин Техупейори  | Индонезия             | 0.194             | 11.89 | Q, SB      |
| 4     | 1       | Карла Шиклуна     | Мальта                | 0.152             | 12.11 | q          |
| 5     | 4       | Ханна Баракат     | Государство Палестина | 0.164             | 12.16 | NR         |
| 6     | 8       | Мазун аль-Алауи   | Оман                  | 0.191             | 12.35 |            |
| 7     | 3       | Айссата Дин Конте | Гвинея                | 0.157             | 12.43 | PB         |
| 8     | 6       | Мати Стэнли       | Тувалу                | 0.159             | 14.52 | PB         |
| 9     | 2       | Хоулей Ба         | Мавритания            | 0.147             | 15.26 | PB         |

### Раунд 1
Квалификационные правила: первые 3 в каждом забеге (Q) и дополнительно 3 с лучшими показанными результатами из всех забегов (q) проходят в полуфинал.

#### Забег 1
Ветер: -0,1 м/с
| Место | Дорожка | Спортсмен            | НОК               | Реакция на старте | Время | Примечание |
| ----- | ------- | -------------------- | ----------------- | ----------------- | ----- | ---------- |
| 1     | 5       | Теана Дэниелс        | США               | 0.136             | 11.04 | Q          |
| 2     | 4       | Дина Эшер-Смит       | Великобритания    | 0.103             | 11.07 | Q          |
| 3     | 8       | Мюриэль Ауре         | Кот-д’Ивуар       | 0.132             | 11.16 | Q, SB      |
| 4     | 7       | Гэ Маньци            | Китай             | 0.149             | 11.20 | q          |
| 5     | 6       | Саломе Кора          | Швейцария         | 0.146             | 11.25 |            |
| 6     | 9       | Марие Ван Хюненстейн | Нидерланды        | 0.158             | 11.27 | SB         |
| 7     | 2       | Джоэлла Ллойд        | Антигуа и Барбуда | 0.173             | 11.54 |            |
| 8     | 3       | Асименье Симвака     | Малави            | 0.161             | 11.68 | NR         |

#### Забег 2
Ветер: 0,1 м/с
| Место | Дорожка | Спортсмен          | НОК               | Реакция на старте | Время | Примечание |
| ----- | ------- | ------------------ | ----------------- | ----------------- | ----- | ---------- |
| 1     | 7       | Элейн Томпсон-Хера | Ямайка            | 0.158             | 10.82 | Q          |
| 2     | 5       | Муджинга Камбунджи | Швейцария         | 0.111             | 10.95 | Q, =NR     |
| 3     | 6       | Татьяна Пинту      | Германия          | 0.164             | 11.16 | Q          |
| 4     | 4       | Хамика Бингхэм     | Канада            | 0.156             | 11.21 | q          |
| 5     | 3       | Розангела Сантос   | Бразилия          | 0.180             | 11.33 | SB         |
| 6     | 9       | Келли-Энн Баптист  | Тринидад и Тобаго | 0.150             | 11.48 |            |
| 7     | 8       | Виттория Фонтана   | Италия            | 0.149             | 11.53 |            |
| 8     | 2       | Элвин Техупейори   | Индонезия         | 0.189             | 11.92 |            |

#### Забег 3
Ветер: -0,4 м/с
| Место | Дорожка | Спортсмен              | НОК          | Реакция на старте | Время | Примечание |
| ----- | ------- | ---------------------- | ------------ | ----------------- | ----- | ---------- |
| 1     | 4       | Александра Бургхардт   | Германия     | 0.133             | 11.08 | Q          |
| 2     | 6       | Джавианне Оливер       | США          | 0.150             | 11.15 | Q          |
| 3     | 9       | Анна Бонджорни         | Италия       | 0.147             | 11.35 | Q          |
| 4     | 7       | Рода Ньобву            | Замбия       | 0.130             | 11.40 | (.394)     |
| 5     | 8       | Лян Сяоцзин            | Китай        | 0.159             | 11.40 | (.396)     |
| 6     | 5       | Тристан Эвелин         | Барбадос     | 0.125             | 11.42 |            |
| 7     | 3       | Маргарет Ванесса Барри | Сьерра-Леоне | 0.148             | 11.45 | SB         |
| 8     | 2       | Фасихи Фарзане         | Иран         | 0.143             | 11.79 |            |

#### Забег 4
Ветер: -0,3 м/с
| Место | Дорожка | Спортсмен             | НОК               | Реакция на старте | Время | Примечание |
| ----- | ------- | --------------------- | ----------------- | ----------------- | ----- | ---------- |
| 1     | 4       | Мари-Жозе Та Лу       | Кот-д’Ивуар       | 0.161             | 10.78 | Q, =AR     |
| 2     | 7       | Дэрилл Нейта          | Великобритания    | 0.107             | 10.96 | Q, PB      |
| 3     | 5       | Кристал Эммануэль     | Канада            | 0.148             | 11.18 | Q          |
| 4     | 6       | Лорен Базоло          | Португалия        | 0.134             | 11.31 |            |
| 5     | 3       | Майя Михалинец Зидар  | Словения          | 0.130             | 11.54 | SB         |
| 6     | 9       | Ángela Tenorio        | Эквадор           | 0.137             | 11.59 |            |
| 7     | 2       | Эмия Кларк            | Сент-Китс и Невис | 0.153             | 11.71 |            |
| -     | 8       | Витория Кристина Роза | Бразилия          | -                 | DNS   | -          |

#### Забег 5
Ветер: 1,3 м/с
| Место | Дорожка | Спортсмен                  | НОК       | Реакция на старте | Время | Примечание |
| ----- | ------- | -------------------------- | --------- | ----------------- | ----- | ---------- |
| 1     | 4       | Шелли-Энн Фрейзер-Прайс    | Ямайка    | 0.128             | 10.84 | Q          |
| 2     | 5       | Айла Дель Понте            | Швейцария | 0.131             | 10.91 | Q, NR      |
| 3     | 6       | Нзубети Грейс Нвокоча      | Нигерия   | 0.161             | 11.00 | Q, PB      |
| 4     | 7       | Джина Басс                 | Гамбия    | 0.134             | 11.12 | q, NR      |
| 5     | 2       | Рафаэла Спанудаки-Хацирига | Греция    | 0.133             | 11.45 |            |
| 6     | 8       | Инна Ефтимова              | Болгария  | 0.145             | 11.46 |            |
| 7     | 9       | Дути Чанд                  | Индия     | 0.148             | 11.54 |            |
| 8     | 3       | Карла Шиклуна              | Мальта    | 0.178             | 12.16 |            |

#### Забег 6
Ветер: -0,1 м/с
| Место | Дорожка | Спортсмен            | НОК               | Реакция на старте | Время | Примечание |
| ----- | ------- | -------------------- | ----------------- | ----------------- | ----- | ---------- |
| 1     | 7       | Блессинг Окагбаре    | Нигерия           | 0.147             | 11.05 | Q          |
| 2     | 5       | Аша Филип            | Великобритания    | 0.110             | 11.31 | Q          |
| 3     | 6       | Тыния Гейтер         | Багамские Острова | 0.141             | 11.34 | Q          |
| 4     | 9       | Кристина Тимановская | Беларусь          | 0.149             | 11.47 |            |
| 5     | 8       | Мария Исабель Перес  | Испания           | 0.151             | 11.51 |            |
| 6     | 3       | Наташа Нгойе Акамаби | Республика Конго  | 0.137             | 11.52 |            |
| 7     | 2       | Азрин Набила Алиас   | Малайзия          | 0.173             | 11.91 |            |

#### Забег 7
Ветер: -0,2 м/с
| Место | Дорожка | Спортсмен          | НОК               | Реакция на старте | Время | Примечание |
| ----- | ------- | ------------------ | ----------------- | ----------------- | ----- | ---------- |
| 1     | 6       | Мишель-Ли Ахье     | Тринидад и Тобаго | 0.123             | 11.06 | Q          |
| 2     | 5       | Шерика Джексон     | Ямайка            | 0.170             | 11.07 | Q          |
| 3     | 7       | Дженна Прандини    | США               | 0.148             | 11.11 | =SB, Q     |
| 4     | 8       | Диана Вайсман      | Израиль           | 0.132             | 11.27 | SB         |
| 5     | 4       | Хана Бейсик        | Австралия         | 0.147             | 11.32 |            |
| 6     | 2       | Вэй Юнли           | Китай             | 0.174             | 11.48 | SB         |
| 7     | 9       | Жасмин Абрамс      | Гайана            | 0.148             | 11.49 |            |
| 8     | 3       | Мудхави аш-Шаммари | Кувейт            | 0.167             | 11.81 |            |

### Полуфиналы
Квалификационные правила: первые 2 в каждом забеге (Q) и дополнительно 2 с лучшими показанными результатами из всех забегов (q) проходят в полуфинал.

#### Полуфинал 1
Ветер: 0,0 м/с
| Место | Дорожка | Спортсмен          | НОК               | Реакция на старте | Время | Примечание |
| ----- | ------- | ------------------ | ----------------- | ----------------- | ----- | ---------- |
| 1     | 4       | Элейн Томпсон-Хера | Ямайка            | 0.157             | 10.76 | Q          |
| 2     | 6       | Айла Дель Понте    | Швейцария         | 0.109             | 11.01 | Q          |
| 3     | 7       | Дина Эшер-Смит     | Великобритания    | 0.148             | 11.05 |            |
| 4     | 8       | Дженна Прандини    | США               | 0.149             | 11.11 | =SB        |
| 5     | 2       | Хамика Бингхэм     | Канада            | 0.150             | 11.22 |            |
| 6     | 3       | Тыния Гейтер       | Багамские Острова | 0.130             | 11.31 |            |
| 7     | 9       | Татьяна Пинту      | Германия          | 0.163             | 11.35 |            |
| —     | 5       | Блессинг Окагбаре  | Нигерия           | —                 | —     | DNS        |

Блессинг Окагбаре снята с соревнований в Токио после предварительных забегов из-за положительного теста на гормон роста.

#### Полуфинал 2
Ветер: -0,2 м/с
| Место | Дорожка | Спортсмен            | НОК               | Реакция на старте | Время | Примечание |
| ----- | ------- | -------------------- | ----------------- | ----------------- | ----- | ---------- |
| 1     | 5       | Мари-Жозе Та Лу      | Кот-д’Ивуар       | 0.147             | 10.79 | (.784), Q  |
| 2     | 6       | Шерика Джексон       | Ямайка            | 0.147             | 10.79 | (.787), Q  |
| 3     | 4       | Мишель-Ли Ахье       | Тринидад и Тобаго | 0.132             | 11.00 | SB         |
| 4     | 7       | Александра Бургхардт | Германия          | 0.151             | 11.07 |            |
| 5     | 9       | Джавианне Оливер     | США               | 0.166             | 11.08 |            |
| 6     | 2       | Кристал Эммануэль    | Канада            | 0.149             | 11.21 |            |
| 7     | 3       | Гэ Маньци            | Китай             | 0.145             | 11.22 |            |
| 8     | 8       | Аша Филип            | Великобритания    | 0.134             | 11.30 |            |

#### Полуфинал 3
Ветер: 0,3 м/с
| Место | Дорожка | Спортсмен               | НОК            | Реакция на старте | Время | Примечание |
| ----- | ------- | ----------------------- | -------------- | ----------------- | ----- | ---------- |
| 1     | 5       | Шелли-Энн Фрейзер-Прайс | Ямайка         | 0.136             | 10.73 | Q          |
| 2     | 7       | Муджинга Камбунджи      | Швейцария      | 0.128             | 10.96 | Q          |
| 3     | 6       | Теана Дэниелс           | США            | 0.144             | 10.98 | q, PB      |
| 4     | 4       | Дэрилл Нейта            | Великобритания | 0.135             | 11.00 | q          |
| 5     | 9       | Нзубети Грейс Нвокоча   | Нигерия        | 0.142             | 11.07 |            |
| 6     | 2       | Джина Басс              | Гамбия         | 0.140             | 11.16 |            |
| 7     | 8       | Мюриэль Ауре            | Кот-д’Ивуар    | 0.124             | 11.28 |            |
| 8     | 3       | Анна Бонджорни          | Италия         | 0.159             | 11.38 |            |

### Финал
Ветер: -0,6 м/с
| Место | Дорожка | Спортсмен               | НОК            | Реакция на старте | Время | Примечание |
| ----- | ------- | ----------------------- | -------------- | ----------------- | ----- | ---------- |
| 1     | 4       | Элейн Томпсон-Хера      | Ямайка         | 0.150             | 10.61 | OR, NR     |
| 2     | 5       | Шелли-Энн Фрейзер-Прайс | Ямайка         | 0.139             | 10.74 |            |
| 3     | 7       | Шерика Джексон          | Ямайка         | 0.152             | 10.76 | PB         |
| 4     | 6       | Мари-Жозе Та Лу         | Кот-д’Ивуар    | 0.158             | 10.91 |            |
| 5     | 8       | Айла Дель Понте         | Швейцария      | 0.129             | 10.97 |            |
| 6     | 9       | Муджинга Камбунджи      | Швейцария      | 0.138             | 10.99 |            |
| 7     | 3       | Теана Дэниелс           | США            | 0.144             | 11.02 |            |
| 8     | 2       | Дэрилл Нейта            | Великобритания | 0.108             | 11.12 |            |